# 헤어질 결심
《헤어질 결심》은 2022년 대한민국의 미스터리, 로맨스 영화이다. 박찬욱이 연출하고 박해일과 탕웨이가 주연을 맡았다. 박찬욱과 정서경이 각본을 공동 작업하였다. 2022년 4월에 2022년 칸 영화제 황금종려상 경쟁 부문에 진출했으며, 박찬욱이 감독상을 수상하였다.

## 줄거리
불면증에 시달리는 형사 장해준은 부산에서 근무하며, 이포에 거주하는 원자력 발전소 직원인 아내 정안을 일주일에 한 번만 만난다. 해준과 그의 파트너 수완은 자주 등반하던 산 기슭에서 사망한 채 발견된 은퇴한 출입국 관리 기도수의 사건을 맡게 된다. 그들은 노인 돌봄 종사자로 일하는 중국 출신 이민자인 기도수의 훨씬 젊은 아내 송서래를 조사한다. 그들은 서래가 충분한 애도를 보이지 않는 점, 손의 긁힌 자국, 다리와 몸통의 멍, 그리고 기도수가 자신의 소지품에 표시하던 방식으로 새긴 기도수의 이니셜 문신 때문에 그를 의심한다.
해준은 서래와 추가 면담을 진행하고 서래의 아파트 건물 밖에서 야간 잠복 수사를 하면서 그 과정에서 서래에게 매료된다. 서래는 건물 밖의 해준을 관찰하고, 차례로 해준의 다른 수사 중 하나를 목격한다. 서래의 월요일 고객인 할머니는 기도수가 사망한 날 서래가 자신과 함께 있었다고 말하고, 기도수의 사망 시각 직전 서래가 월요일 고객의 집 밖에 있는 모습을 보여주는 카메라 영상이 발견된다. 배경에 대해 질문받자, 서래는 중국에서 말기 환자였던 어머니가 요청했을 때 펜타닐 알약으로 그를 죽였다고 고백한다. 죽기 전, 어머니는 서래에게 만주에서 독립운동가였던 한국인 할아버지가 남긴 산을 오르기 위해 한국에 가라고 말했다. 서래는 해준에게 기도수가 부패한 사업 거래를 인정하는 편지들을 건네주는데, 여기에는 부하 직원에게 보낸 편지도 포함되어 있었고 해준은 이것을 유서로 해석한다. 해준은 수완의 의심에도 불구하고 사망 원인을 자살로 판정하고 서래에게 더 이상 용의자가 아님을 알린다.
서래와 해준은 불교 사원에서 데이트를 하고, 서로의 집을 방문하며 가까워진다. 해준의 아파트에서 서래는 해준의 불면증이 그를 괴롭히는 사건들 때문이라고 생각하여 전 남편 사건의 증거 사진을 불태운다. 어느 날, 서래를 대신해 월요일 고객 할머니를 돌보던 해준은 서래와 할머니가 같은 모델의 휴대폰을 사용하고 있으며, 할머니가 치매를 앓고 있어 요일을 모른다는 사실을 알게 된다. 할머니의 휴대폰에서 그는 집에만 머무르는 이 여성이 기도수가 사망한 날 겉보기에 138층의 계단을 올랐다는 것을 본다. 해준은 서래가 자신의 휴대폰을 할머니의 것과 바꾼 뒤 산에 올라 기도수를 밀어 떨어뜨려 멍과 긁힌 자국이 생겼다는 것을 깨닫는다. 서래의 아파트에서 그를 대면한 해준은 서래가 유서도 위조했다고 결론 내리고, 서래의 당혹감 속에서 증거를 파괴하기 위해 자신에게 접근했다고 비난한다. 해준은 서래가 자신의 직업에 대한 자부심을 파괴했고, 그를 만난 이후 자신이 "나는요, 완전히 붕괴됐어요."라고 말한다. 그럼에도 불구하고 그는 증거를 은폐했으며, 떠나기 전 서래에게 증거가 될 휴대폰을 바다에 버리라고 지시한다.
13개월 후, 해준은 우울증과 더 심각한 불면증이 생겨 이포로 이사하여 정안과 함께 살게 된다. 정안과 함께 어시장에 갔다가 그는 새 남편인 사업 투자자 임호신과 함께 있는 서래를 마주친다. 다음 날, 호신이 자신의 저택 수영장에서 사망한 채 발견된다. 해준은 이 사건을 맡아 서래가 범인이라고 확신한다. 서래는 단지 해준이 피를 보고 마음이 흔들리지 않도록 수영장 물을 빼냈을 뿐이라고 인정한다. 얼마 지나지 않아 중국 이민자인 사철성이 호신이 자신의 어머니로부터 수억 원을 사기 친 것에 대한 보복으로 그를 살해했다고 자백한다. 사철성은 서래가 어떤 역할도 하지 않았다고 부인하며, 호신의 거주지를 찾기 위해 서래의 휴대폰에 추적기를 설치했다고 밝힌다.
해준은 서래의 할아버지가 남긴 산에서 서래와 대면한다. 서래는 산 정상에 도달한 해준에게 다가가 그를 껴안는다. 서래는 기도수 사건의 증거가 담긴 휴대폰을 계속 보관하고 있었다고 밝히며, 이를 이용해 자신을 '재수사'할 것을 제안한다. 그들은 열정적으로 키스한다. 해준이 집으로 돌아오자 정안은 자신에 대한 소홀함에 지쳐 그를 잠시 떠난다.
다음 날, 해준은 사철성으로부터 서래가 사철성의 어머니가 사망한 날 병원에서 그를 방문했다는 사실을 알게 된다. 그는 서래가 자신이 가지고 있던 남은 펜타닐 알약을 사철성의 어머니에게 몰래 투여했으며, 어머니가 죽자마자 사철성이 호신을 죽일 것임을 알고 있었다고 결론 내린다. 해준은 사철성이 설치한 추적기를 통해 서래의 휴대폰을 추적하여 해변까지 그를 쫓는다. 전화상으로 서래는 해준이 서래에게 사랑한다고 말하는 통화 녹음을 호신이 발견했고, 그들의 불륜 관계를 폭로하려 했다고 말한다. 해준은 서래에게 사랑한다고 말한 기억이 없지만, 서래는 해준이 자신을 사랑하지 않게 되었을 때 자신은 그를 사랑하기 시작했다고 말한다. 해변에서 그는 서래의 빈 차와 휴대폰을 발견하는데, 그 휴대폰에는 해준이 서래에게 기도수 사건의 증거가 담긴 휴대폰을 파괴하라고 지시하는 녹음이 들어있다. 해변 더 먼 곳에서 서래는 모래에 구덩이를 파고 들어가 밀물이 차오르는 것을 기다린다. 해변에 도착한 해준은 서래를 찾지 못하고, 그가 서 있는 모래 아래 서래가 묻혀 있다는 사실을 알지 못한 채 필사적으로 그를 찾으며 고통스럽게 울부짖는다.

## 캐스팅
- 탕웨이: 송서래 역 - 실족사로 사망한 기도수의 아내이자 사건의 피의자
- 박해일: 장해준 역 - 부산서부경찰서 강력2팀장
- 이정현: 안정안 역 - 해준의 아내
- 고경표: 오수완 역 - 부산서부경찰서 강력2팀 형사(경사)
- 박용우: 임호신 역 - 서래가 기도수와 사별한 후 재혼한 두 번째 남편
- 정이서: 유미지 역 - 부산서부경찰서 강력2팀 형사(경장)
- 김신영: 여연수 역 - 경북이포경찰서 형사팀 여자 형사
- 유승목: 기도수 역 - 서래의 첫 남편
- 박정민: 홍산오 역 (특별출연) - 해준이 수사하는 질곡동 살인사건의 유력한 용의자
- 정영숙: 이해동 할머니 역 - 서래가 월요일마다 간병하는 할머니
- 이학주: 이지구 역 - 해준이 수사하는 질곡동 살인사건의 유력한 용의자
- 유태오: 이준 역 - 이포1원자력발전소 안전관리팀 주임

## 제작
모호필름이 제작하고 CJ ENM이 투자와 배급을 담당하였다. 2020년 10월 크랭크인하였다. 2021년 10월 인터뷰에서 박찬욱은 영화가 후반 작업 단계이지만 개봉일은 불확실하다고 말하였다.

### 음악
정훈희의 〈안개〉는 영화의 사운드트랙으로 여러 장면에 삽입되었으며, 이 노래는 박찬욱 감독이 이 영화를 제작하게 된 영감이자 계기였다. 박찬욱 감독의 요청으로 정훈희와 송창식이 함께 새롭게 녹음한 듀엣 버전이 영화 엔딩 크레딧에 삽입되었다.

## 공개
《헤어질 결심》은 2022년 5월 17일부터 28일까지 열리는 2022년 칸 영화제에서 황금종려상 경쟁 부문에 초청되었다. 2022년 5월 23일 뤼미에르 대극장에서 처음으로 상영되었으며 이어서 2022년 6월 29일 대한민국에서 개봉할 예정이다. 2022년 4월 스트리밍 서비스 MUBI가 북미, 영국, 아일랜드, 인도, 튀르키예에서 서비스 판권을 획득하였다. 2022년 가을에는 미국과 영국에서 극장 개봉할 예정이다. 배급사 CJ ENM은 영화가 제75회 칸 영화제에서 첫 상영을 앞두고 192개국에 선판매되었다고 밝혔다.

## 반응

### 평론가 리뷰
리뷰 집계 웹사이트 로튼 토마토에서 31개의 리뷰 중 94%가 영화에 긍정적인 평가를 하였으며 평균 평점은 10점 만점에 8.3점이다. 사이트 비평가들의 합의는 다음과 같다. "만약 《헤어질 결심》이 박찬욱 감독의 걸작들과 같은 수준이 아니라도, 이 로맨틱 스릴러는 다른 기준으로는 여전히 주목할 만한 업적이다." 메타크리틱스는 비평가들의 리뷰 14개를 바탕으로 100점 만점에 88점의 가중 평균 점수를 부여하며 "보편적인 찬사"를 표하였다.

## 수상
| 상                   | 발표일           | 부문              | 후보자          | 결과 | Ref.  |
| -------------------- | ---------------- | ----------------- | --------------- | ---- | ----- |
| 칸 영화제            | 2022년 5월 27일  | 황금종려상        | 《헤어질 결심》 | 후보 | [ 3 ] |
| 칸 영화제            | 2022년 5월 27일  | 감독상            | 박찬욱          | 수상 | [ 3 ] |
| 춘사영화제           | 2022년 9월 30일  | 최우수 감독상     | 박찬욱          | 수상 |       |
| 춘사영화제           | 2022년 9월 30일  | 남우주연상        | 박해일          | 수상 |       |
| 춘사영화제           | 2022년 9월 30일  | 여우주연상        | 탕웨이          | 수상 |       |
| 부일영화상           | 2022년 10월 6일  | 여우주연상        | 탕웨이          | 수상 |       |
| 부일영화상           | 2022년 10월 6일  | 남우주연상        | 박해일          | 수상 |       |
| 부일영화상           | 2022년 10월 6일  | 최우수 작품상     | 《헤어질 결심》 | 수상 |       |
| 부일영화상           | 2022년 10월 6일  | 음악상            | 조영욱          | 수상 |       |
| 부일영화상           | 2022년 10월 6일  | 촬영상            | 김지용          | 수상 |       |
| 한국영화평론가협회상 | 2022년 11월 23일 | 여우주연상        | 탕웨이          | 수상 |       |
| 한국영화평론가협회상 | 2022년 11월 23일 | 감독상            | 박찬욱          | 수상 |       |
| 한국영화평론가협회상 | 2022년 11월 23일 | 최우수작품상      | 《헤어질 결심》 | 수상 |       |
| 한국영화평론가협회상 | 2022년 11월 23일 | 음악상            | 조영욱          | 수상 |       |
| 한국영화평론가협회상 | 2022년 11월 23일 | 촬영상            | 김지용          | 수상 |       |
| 한국영화평론가협회상 | 2022년 11월 23일 | 각본상            | 정서경, 박찬욱  | 수상 |       |
| 한국영화평론가협회상 | 2022년 11월 23일 | 영평 10선         | 《헤어질 결심》 | 수상 |       |
| 청룡영화상           | 2022년 11월 25일 | 여우주연상        | 탕웨이          | 수상 |       |
| 청룡영화상           | 2022년 11월 25일 | 남우주연상        | 박해일          | 수상 |       |
| 청룡영화상           | 2022년 11월 25일 | 감독상            | 박찬욱          | 수상 |       |
| 청룡영화상           | 2022년 11월 25일 | 최우수작품상      | 《헤어질 결심》 | 수상 |       |
| 청룡영화상           | 2022년 11월 25일 | 각본상            | 정서경, 박찬욱  | 수상 |       |
| 청룡영화상           | 2022년 11월 25일 | 음악상            | 조영욱          | 수상 |       |
| 제58회 대종상 영화제 | 2022년 12월 9일  | 각본상            | 정서경, 박찬욱  | 수상 |       |
| 제58회 대종상 영화제 | 2022년 12월 9일  | 남우주연상        | 박해일          | 수상 |       |
| 제58회 대종상 영화제 | 2022년 12월 9일  | 최우수 작품상     | 《헤어질 결심》 | 수상 |       |
| 제59회 백상예술대상  | 2023년 4월 28일  | 영화부문 감독상   | 박찬욱          | 수상 |       |
| 제59회 백상예술대상  | 2023년 4월 28일  | 여자 최우수연기상 | 탕웨이          | 수상 |       |
| 제59회 백상예술대상  | 2023년 4월 28일  | 영화부문 대상     | 《헤어질 결심》 | 수상 |       |

## 같이 보기
- 대한민국의 아카데미 국제영화상 출품작